# John H. Morehead
Pour les articles homonymes, voir John Morehead et Morehead.
John Henry Morehead, né le 3 décembre 1861 et mort le 31 mai 1942, est un homme politique démocrate américain. Il est le 17e gouverneur du Nebraska entre 1913 et 1917.

## Sources
- (en) Cet article est partiellement ou en totalité issu de l’article de Wikipédia en anglais intitulé « John H. Morehead » (voir la liste des auteurs).